# Az 1952-ben Kossuth-díjjal kitüntetett pedagógusok
Négy pedagógus (Danis Imréné, Gerlóczi Lajosné, Kovács Dezsőné és Magyar Ilona) 1952-ben megosztva megkapta a Kossuth-díj ezüst fokozatát, az indoklás szerint mindegyik pedagógus a „»Módszertani kézikönyv az általános iskola I. osztályának olvasás-írás tanításához« című közösen írt kiadványukért, valamint oktató- és nevelőmunkájáért”.
A tanítónők által kidolgozott úgynevezett hangoztató-elemző-összetevő módszert az 1950/51-es tanévtől kezdve alkalmazták az általános iskolák első osztályában, az olvasás és írás oktatásában.

## A pedagógusok listája
A Módszertani kézikönyv Kossuth-díjas szerzőtársai:
- Danis Imréné (1912–2000) a kaposvári Sétatéri Általános Iskola, majd a Barcsi Általános Iskola tanítónője
- Gerlóczi Lajosné (1900–1978) a budapesti Városmajor Utcai Általános Iskola tanítónője
- Kovács Dezsőné (1913–2004) a budapesti Mártírok Úti Általános Iskola tanítónője, majd a Tankönyvkiadó Vállalat szerkesztője (Oktatásügy Kiváló Dolgozója, 1964; Munka Érdemrend arany fokozata, 1967, 1984; Szocialista Kultúráért, 1971)
- Magyar Ilona (Csongor, 1889. október 13. – Budapest, 1968. július 11.)[2] a Kecskeméti Tanítóképző Intézet Gyakorló Iskolájának tanítónője

## Emlékezetük
Magyar Ilona nevét általános iskola viseli Kecskeméten.